# Вагин, Евгений Евграфович
Евгений Евграфович Вагин (17 января 1861 — 1923) — российский военный деятель, командир 38-го пехотного Тобольского полка.

## Биография
Из крестьян Ярославской губернии. Родители «вотчины помещицы Моклоковой деревни Рольгина крестьянин Евграф Михайлов и жена его Анастасия Кирсанова, православного исповедания».
Образование получил в Петербургском городском училище. В службу вступил 10.06.1879 года рядовым на правах вольноопределяющегося в 147-й пехотный Самарский полк.
Поступил в Варшавское пехотное юнкерское училище и через три года учёбы получил чин унтер-офицера. Окончил училище по 2-му разряду.
Выпущен в чине подпрапорщика в 36-й резервный батальон, который располагался в крепости Ивангород (Варшавский военный округ).
Прапорщик (старшинство с 23.05.1883).
Подпоручик (старшинство с 30.08.1884).
Поручик (старшинство с 30.08.1888).
Вскоре 36-й резервный батальон был переименован во 2-й Ивангородской  пехотный полк.
Штабс-капитан (старшинство с 15.03.1894).
Капитан (старшинство с 06.05.1900). Командовал ротой (19 лет 7 мес.).
В 1907 году окончил Офицерскую стрелковую школу на «успешно».
Подполковник (старшинство с 26.02.1907). На 01.01.1909 — во 2-м Ивангородском крепостном пехотном полку.
После расформирования полка переведён в Лодзь батальонным командиром в 37-й пехотный Екатеринбургский полк.
Полковник (старшинство с 06.12.1912). В январе 1913 года вместе с полком переехал в Нижний Новгород.
В октябре 1913 года переведён в 38-й пехотный Тобольский полк 10-й пехотной дивизии.
Участник Первой мировой войны. 25.03.1915 — 04.1917 — командир 38-го пехотного Тобольского полка. Принимал участие в Нарочской операции в марте 1916 года.
В апреле 1917 года приказом по Особой армии полковник Вагин был смещён с должности полкового командира с зачислением в резерв чинов Киевского военного округа.
В январе 1918 года 38-й пехотный Тобольский полк прибыл в Нижний Новгород и вскоре был расформирован.
Из справки, выданной Главным управление военно-учебных заведений Наркомвоена РСФСР 12 января 1920 года:
«Дано сие бывшему заведующему Нижегородскими курсами командного состава Рабоче-крестьянской Красной армии, а затем 2-ми Московскими тов. Вагину Евгению Евграфовичу в том, что он состоял на этих должностях в период с 5 ноября 1918 г. по 13 августа 1919 г.».
Скончался в 1924 году в Москве.

## Семья
В 1887 году родился сын Сергей, который в будущем также станет офицером. Второй сын — Вагин Александр Евгеньевич.
В Нижнем Новгороде в возрасте 51 года полковник, после смерти жены, сочетался вторым браком с потомственной дворянкой города Симбирска Антониной Злецовой, выпускницей Нижегородского Мариинского института благородных девиц, служившей в его семье домашней учительницей. От второго брака родилась дочь.

## Награды
- Орден Св. Анны 3-й ст. (1905);
- Орден Св. Станислава 2-й ст. (1907);
- Георгиевское оружие (Высочайший приказ 25.07.1915): «За то, что в трехдневном бою 15-го — 17-го Февраля 1915 года у д.д. Круша-Серафин, обороняя двумя батальонами с артиллерией важный боевой участок и находясь в боевой линии, отбил все повторные атаки превосходных сил противника, нанеся ему значительные поражения и не уступил своей позиции»;
- Орден Св. Владимира 4-й ст. с мечами и бантом (ВП 10.01.1916);
- Орден Св. Владимира 3-й ст. с мечами (ВП 10.01.1916);
- Мечи к ордену Св. Анны 2-й ст. (ВП 25.05.1916);
- Мечи к ордену Св. Станислава 2-й ст. (ВП 15.01.1917).
- Пожалование старшинства в чине Полковника с 06.12.1910 (ВП 30.04.1916).